# سیارک ۲۲۶۱
سیارک ۲۲۶۱ (به انگلیسی: 2261 Keeler، نامگذاری:1977HC) دو هزار و دویست و شصت و یکمین سیارک کشف شده‌است که در ۲۰ آوریل ۱۹۷۷ کشف شد.
قدر مطلق سیارک برابر ۱۲٫۸۰ است.